# کاخ الکساندرا

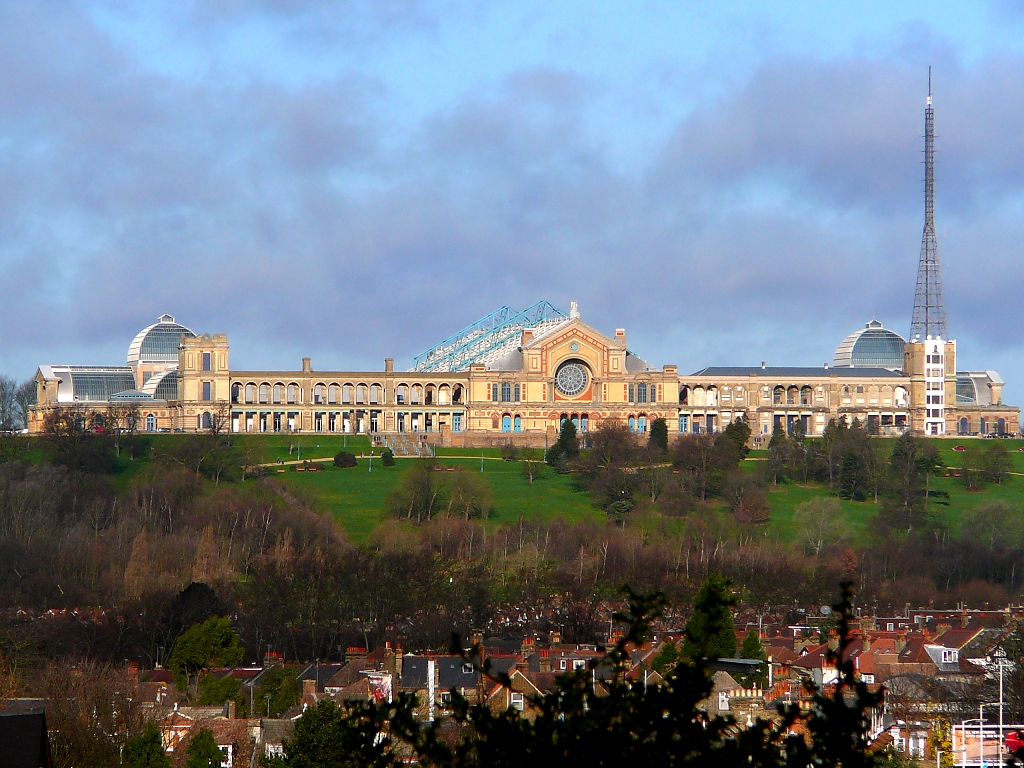
نمای جنوبی کاخ الکساندرا - ۲۰۰۷

کاخ الکساندرا (به انگلیسی: Alexandra Palace) بنایی عظیم و ویکتوریایی است که بر بالای تپه‌ای در پارک الکساندرا در شمال لندن، به عنوان یک مرکز عمومی تفریحی، آموزشی و سرگرمی در سال ۱۸۷۳ ساخته شده و دارای سالن‌های کنسرت، تئاتر، سخنرانی، گالری‌های هنری، کتابخانه و موزه است. این کاخ به افتخار ازدواج  الکساندرا، شاه‌دخت دانمارکی با ادوارد هفتم، شاهزادهٔ ولز و بعدتر پادشاه انگلستان، الکساندرا نام‌گذاری شده‌است.
کاخ الکساندرا تاکنون دو بار دچار آتش‌سوزی مهیب شده و به شدت آسیب دیده است. نخستین آتش سوزی تنها چند روز پس از گشایش کاخ در ۱۸۷۳ روی داد که طی آن سه نفر کشته و کلکسیونی تاریخی از ظروف چینی و سفالی انگلیسی به نمایش گذاشته شده در آن نابود شدند. کاخ به سرعت بازسازی و در ۱۸۷۵ بازگشایی شد. آتش سوزی دوم در ۱۹۸۰ روی داد و کاخ بار دیگر به شدت آسیب دید اما مجدداً مورد بازسازی قرار گرفت و در ۱۹۸۸ بازگشایی شد.
از این کاخ در حال حاضر بیشتر برای برگزاری نمایشگاهها، کنفرانسها و کنسرتها استفاده می‌شود اما در دههٔ ۱۹۳۰، استودیوهای اصلی تلویزیون بی‌بی‌سی نیز در این بنا قرار داشت و این شبکه پخش رسمی برنامه‌های تلویزیونی خود را از این مکان در ۱۹۳۶ آغاز کرد. همینطور این کاخ میزبان دوشیزه دنیا در سال 2002 بود.

## نگارخانه

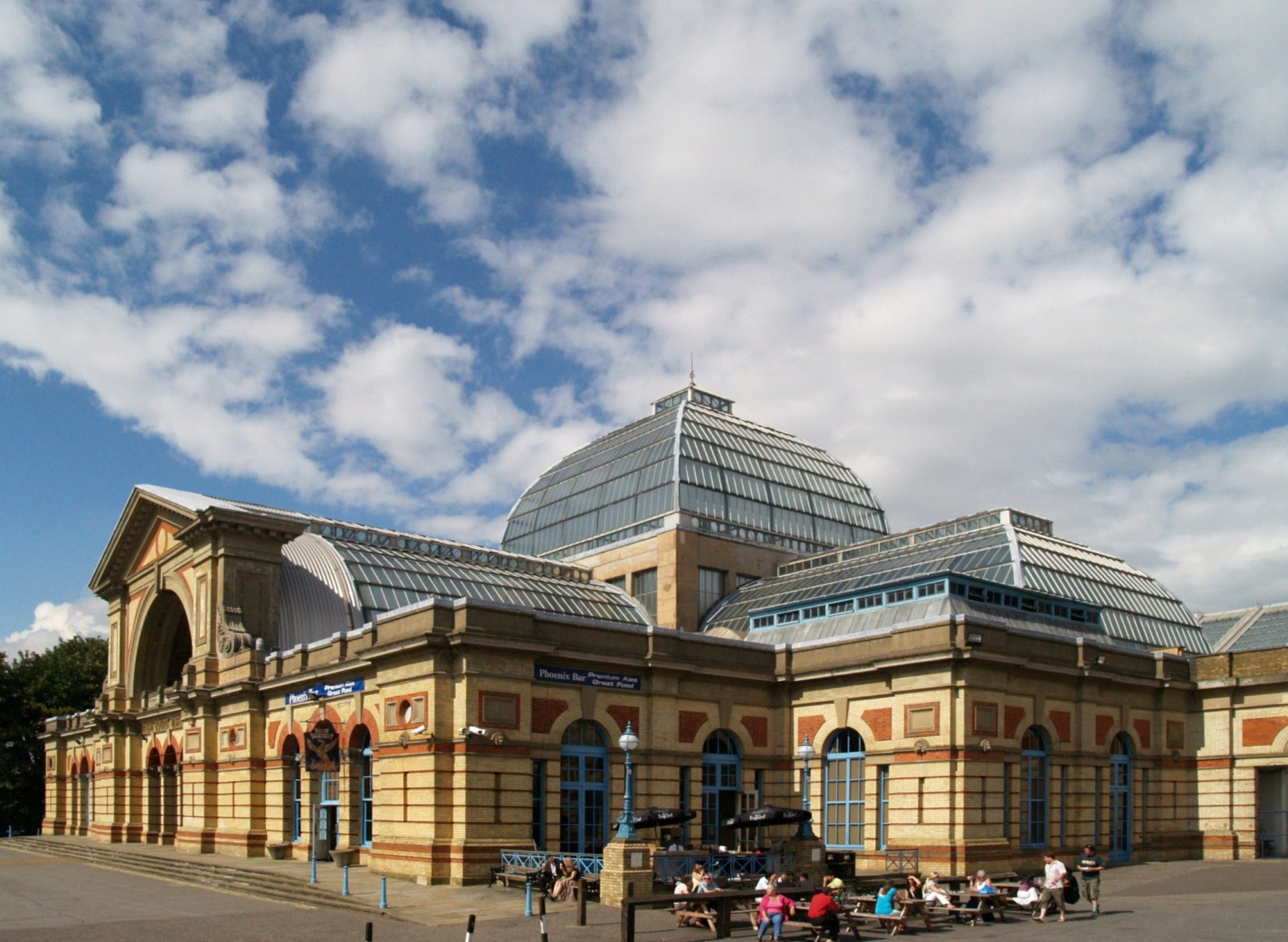
نمای غربی کاخ الکساندرا
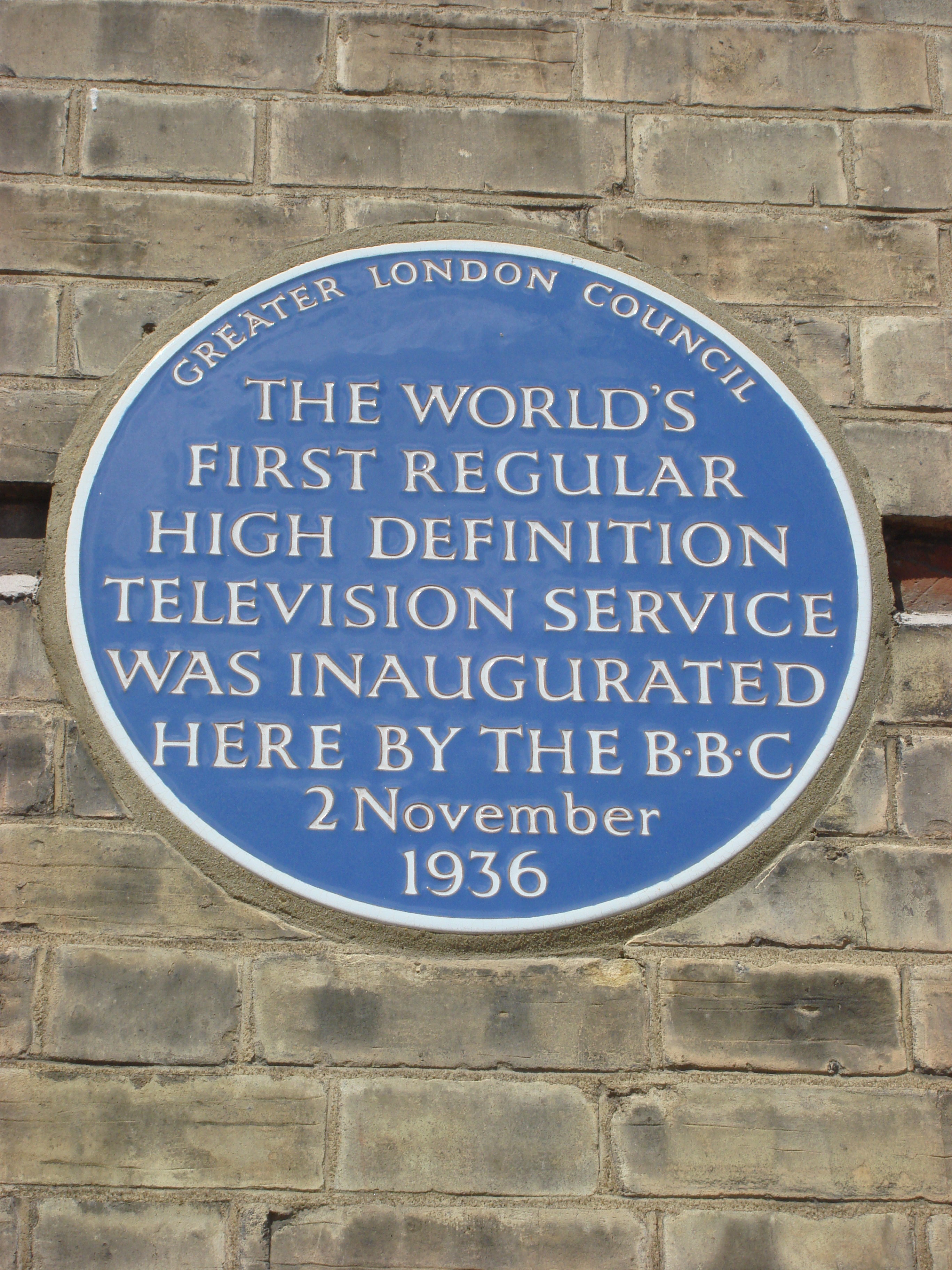
پلاک یادبود آغاز به کار تلویزیون بی‌بی‌سی در کاخ الکساندرا (۱۹۳۶-اوایل دههٔ ۱۹۵۰)
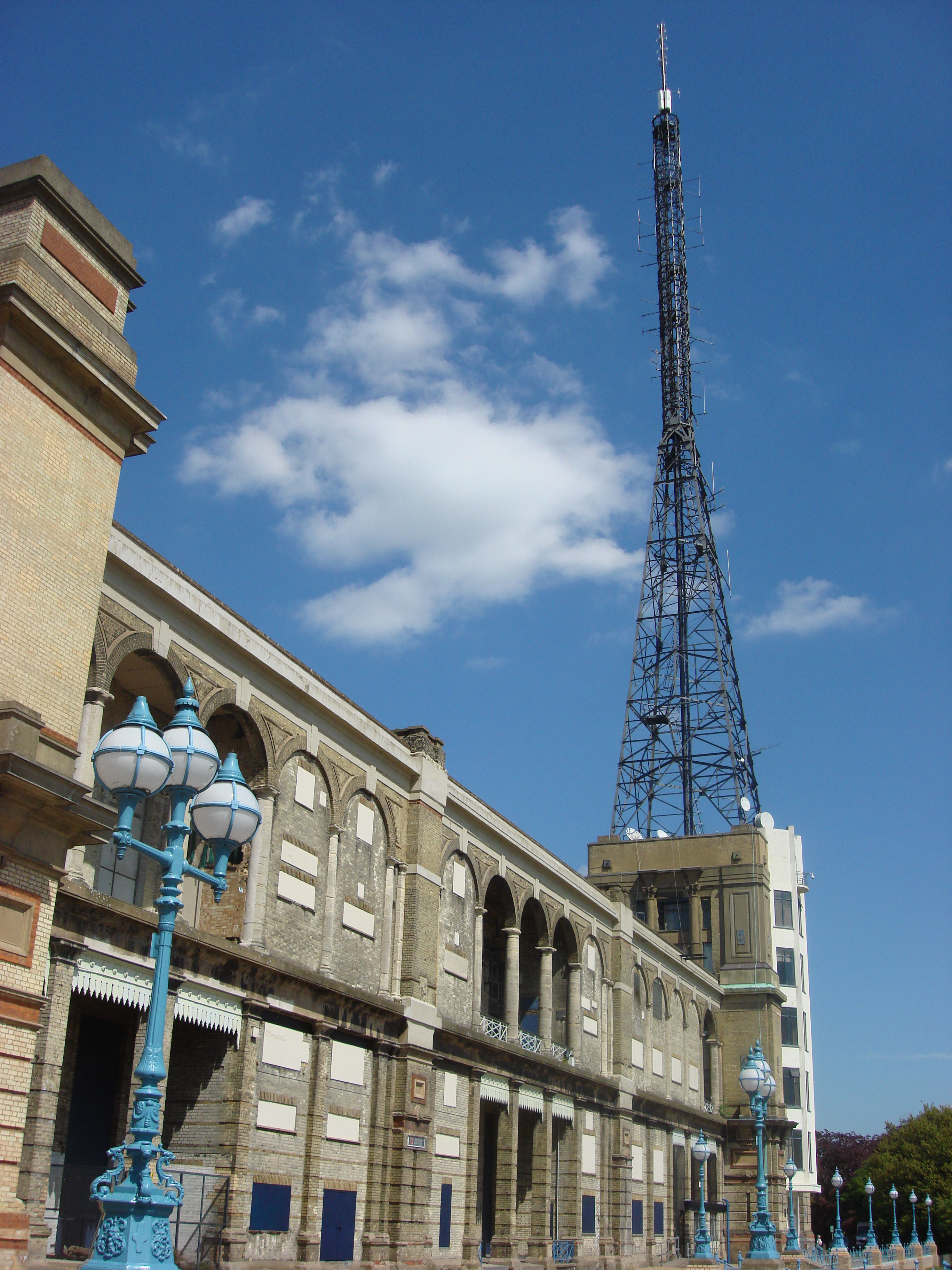
نمایی از کاخ و آنتن تلویزیون بی‌بی‌سی بر فراز آن
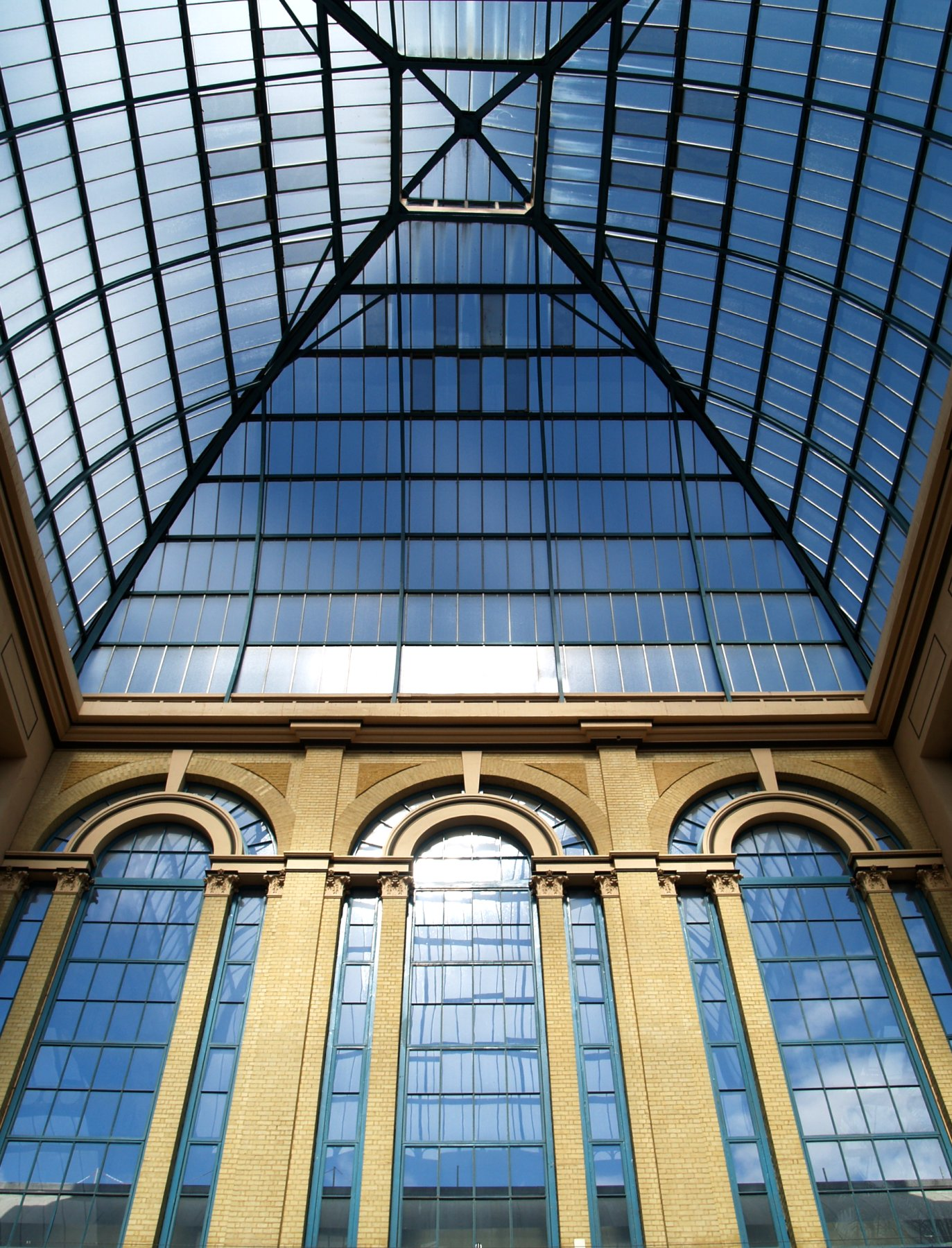
گنبد شیشه‌ای کاخ